# Thần kinh phụ
Thần kinh phụ (hay thần kinh sọ XI, tiếng Anh: accessory nerve, tiếng Pháp: le nerf accessoire) là thần kinh sọ thứ 11 trong tổng số 12 đôi dây thần kinh sọ. Thần kinh chi phối vận động cơ ức - đòn - chũm (thực hiện động tác nghiêng và xoay đầu) và cơ thang (cùng với xương vai thực hiện động tác nhún vai).
Theo mô tả giải phẫu, thần kinh phụ được tạo nên từ hai rễ, một rễ ở cột sống (rễ sống) và một rễ ở trong sọ (rễ sọ). Các sợi thần kinh nhanh chóng kết hợp với thần kinh lang thang (thần kinh sọ XII). Đã có nhiều tranh cãi về việc liệu rễ sọ của thần kinh phụ có nên được coi là một rễ của thần kinh phụ hay không. Thuật ngữ giải phẫu "thần kinh phụ" thường chỉ để chỉ đoạn rễ thần kinh chi phối vận động cho cơ ức - đòn - chũm và cơ thang, hay chính là rễ sống của thần kinh phụ.
Trong quá trình khám thần kinh, nhân viên y tế sẽ khám độ bền các cơ này nhằm đánh giá chức năng rễ sống của thần kinh phụ. Độ bền kém hoặc khả năng di chuyển hạn chế là dấu hiệu của tổn thương thần kinh, xuất phát từ nhiều nguyên nhân. Tổn thương rễ sống của thần kinh phụ thường gây ra các triệu chứng liên quan đến đầu và cổ. Tổn thương có thể gây teo các cơ ở vai, làm giảm khả năng cử động giạng và xoay ra ngoài của vai.
Trong quá trình phát triển phôi, thần kinh phụ phát sinh từ tấm nền của các đoạn cột sống từ C1 đến C6.

## Cấu trúc
Thần kinh phụ được tạo nên từ hai phần có nguyên ủy hoàn toàn khác nhau là phần tủy sống (hay rễ sống) và phần lang thang (hay rễ sọ). Rễ sọ sáp nhập vào rễ sống trên một phần tương đối ngắn trên đường đi của thần kinh phụ. Sau đó rễ sọ tách ra để nhập vào thần kinh lang thang, rễ sống tiếp tục đi xuống cổ.

### Rễ sọ
Rễ sọ thần kinh phụ nhỏ hơn rễ sống. Các sợi của nó có nguyên ủy từ nhân hoài nghi. Sau khi được tạo nên từ những rễ nhỏ thoát ra ở rãnh sau trám hành, rễ sọ đi ra khỏi sọ qua lỗ tĩnh mạch cảnh, và kết hợp lại trên một đoạn gắn với rễ tủy sống khi đi qua lỗ tĩnh mạch cảnh để tạo nên thân thần kinh phụ. Ngay sau khi ra khỏi lỗ, rễ sọ tách khỏi rễ sống, trở thành nhánh trong của thân thần kinh phụ. Nhánh trong này ngay lập tức hòa hợp với các sợi thần kinh của thần kinh lang thang tại vị trí trên hạch dưới của thần kinh này. Trong thành phần của thần kinh lang thang, các sợi của rễ sọ thần kinh phụ cho các nhánh chi phối cho các cơ của hầu và khẩu cái (trừ cơ căng màn khẩu cái) qua nhánh hầu, các cơ nội tại của thanh quản qua nhánh thanh quản quặt ngược.

### Rễ sống

#### Nguyên ủy
Rễ sống tách ra từ một nhân vận động thuôn dài nằm ở mặt bên của sừng trước, trải dài từ chỗ nối giữa tủy sống với hành tủy đến thần kinh sống cổ VI (C6). Một số rễ nhỏ đi thẳng ra, một số khác chạy lên (trước khi đi ra ngoài). Con đường thoát ra không đều và thẳng, và rễ sống thường đi qua hạch rễ lưng của thần kinh sống cổ I (C1).

#### Đường đi
Các rễ tạo nên một thân. Thân này đi lên ở giữa dây chằng răng và rễ sau của các thần kinh sống rồi đi vào sọ qua lỗ lớn xương chẩm ở nền sọ, ở sau động mạch đốt sống. Sau đó nó chạy lên trên, đi men bên trong nền sọ và sang bên để tới lỗ tĩnh mạch cảnh. Nó cùng với rễ sọ đi qua lỗ trong một bao màng cứng chung với thần kinh sọ IX và thần kinh sọ X, nhưng vẫn được ngăn cách với thần kinh sọ X bằng một nếp màng nhện. Khi ra khỏi lỗ tĩnh mạch cảnh, rễ sống rời khởi rễ sọ (như là nhánh ngoài của thân thần kinh phụ) và chạy về phía sau ngoài để đi hoặc ở trong hoặc ở ngoài tĩnh mạch cảnh trong. Sau đó thần kinh bắt chéo trước mỏm ngang của đốt đội và bị động mạch chẩm bắt chéo trước. Từ đây, nó chạy chếch xuống dưới, bên trong mỏm trâm, cơ trâm móng và bụng sau cơ hai bụng. Thần kinh, cùng với nhánh ức - đòn - chũm trên của động mạch chẩm, đi tới phần trên cơ ức - đòn - chũm và đi vào mặt sâu của cơ này, để tiếp nối với các sợi từ C2 hoặc C3 hoặc cả C2, C3 tạo nên cấu trúc giải phẫu mang tên quai Maubrac. Thần kinh tận cùng thường là ở điểm giữa bờ sau cơ ức - đòn - chũm, thường ở trên chỗ thoát ra của thần kinh tai lớn (cách thần kinh này trong phạm vi 2 cm) và ở chỗ cách đỉnh mỏm chũm từ 4 đến 6 cm. Tuy nhiên, điểm lộ ra có nhiều biến thể. Tiếp đó, thần kinh phụ bắt chéo tam giác cổ sau ở trên mặt nông cơ nâng vai, được ngăn cách với cơ này bởi lá trước sống của mạc cổ sâu và mô mỡ. Tại đây thần kinh nằm tương đối nông và liên quan với các hạch bạch huyết cổ nông. Ở khoảng 3 đến 5 cm trên xương đòn, nó chạy sau bờ trước cơ thang, thường chia ra để tạo nên một đám rối trên mặt sâu cơ thang cùng với những nhánh từ C3, C4.
Đường đi ở cổ của thần kinh phụ là một đường thẳng kẻ từ phần trước dưới của bình tai tới đỉnh mỏm ngang đốt đội rồi sau đó bắt chéo cơ ức - đòn - chũm và tam giác cổ sau tới một điểm trên bờ trước cơ thang, các bờ trên xương đòn 3 đến 5 cm. Rễ sọ cho các nhánh vận động đến cơ ức - đòn - chũm và phần trên của cơ thang.
Phần tủy sống của thần kinh phụ là thần kinh sọ duy nhất chứa các sợi vào và sợi ra của hộp sọ, nguyên nhân là do có sự tham gia của các nơron nằm trong tủy sống.

### Nhân
Các sợi hình thành rễ sống thần kinh phụ một nhân vận động thuôn dài nằm ở mặt bên của sừng trước, trải dài từ chỗ nối giữa tủy sống với hành tủy đến thần kinh sống cổ VI (C6). Cụm tế bào này có tên là nhân sống của thần thần kinh phụ, bắt nguồn từ sừng trước và kéo dài từ nơi bắt đầu tủy sống (tức là nơi nối tủy sống - hành não) đến khoảng mức C6. Rễ sọ bắt nguồn từ nhân hoài nghi ở hành não.

### Biến thể
Ở cổ, thần kinh phụ bắt chéo tĩnh mạch cảnh trong, ngang mức bụng sau cơ hai bụng. Thần kinh bắt chéo trước khoảng 80% trường hợp, và bắt chéo sau khoảng 20% trường hợp. Thậm chí có một trường hợp được báo cáo, thần kinh phụ còn đâm xuyên qua tĩnh mạch cảnh trong.
Thông thường, thần kinh phụ được mô tả là có một đoạn nhỏ trong sọ đi xuống từ hành não, tạo ra một rễ ngắn hòa hợp vào phần tủy sống trước khi tách ra khỏi thần kinh, kết hợp vào thần kinh lang thang. Một nghiên cứu trên 12 đối tượng được công bố năm 2007 cho thấy trong phần lớn cá thể người, phần lang thang của thần kinh phụ không dính dáng gì tới phần tủy sống; rễ của các phần được ngăn cách bằng vỏ bọc bằng sợi. Trong số 12 đối tượng nghiên cứu, chỉ có một người không có vỏ bọc này.

### Phát triển
Thần kinh phụ có nguyên ủy từ tấm nền của các đoạn cột sống từ C1 đến C6.

## Chức năng

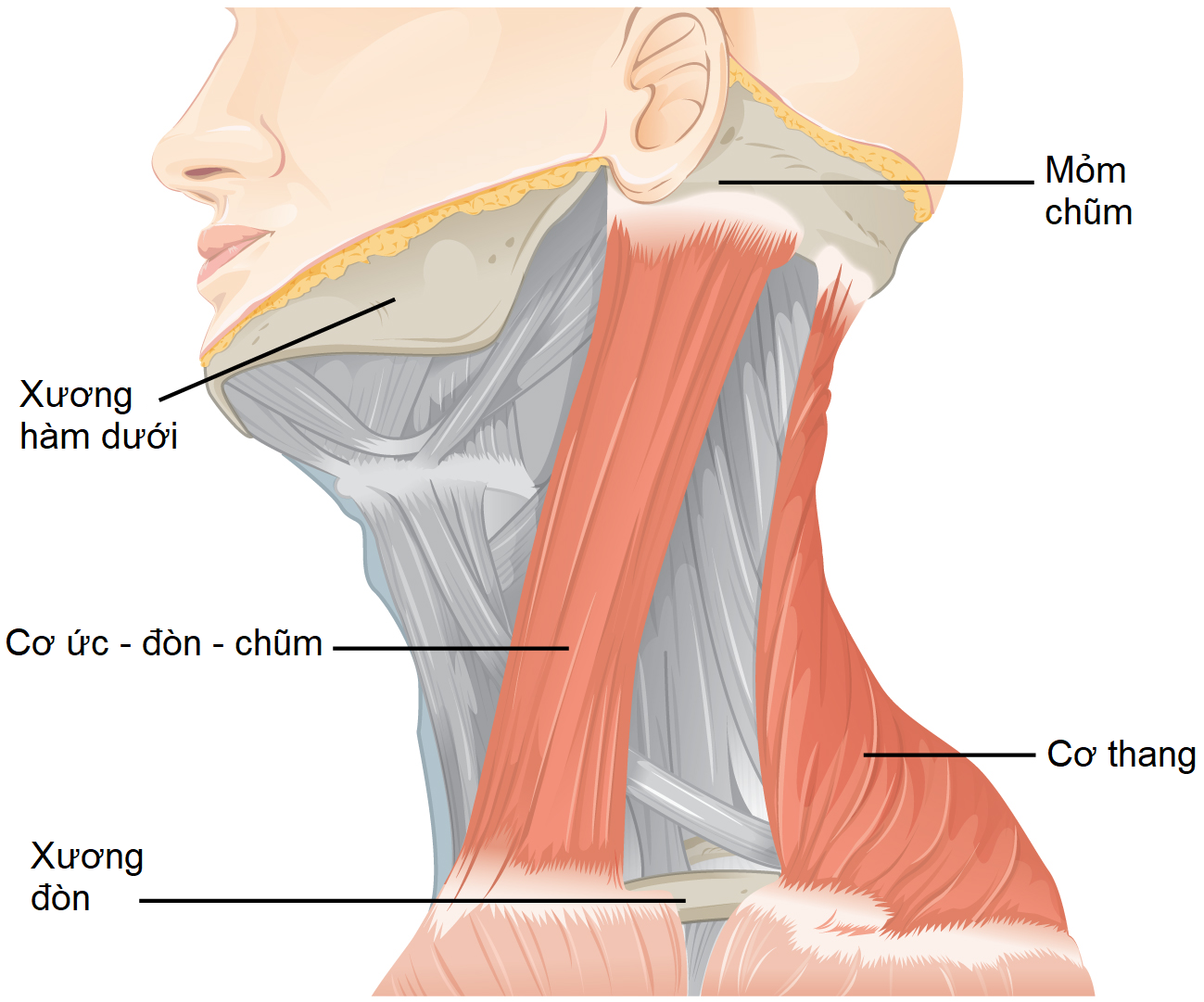
Thần kinh phụ chi phối vận động cho cơ ức - đòn - chũm và cơ thang

Thông thường, rễ sống được coi là nguồn duy nhất cung cấp các sợi vận động đến cơ ức - đòn - chũm, các thần kinh sống cổ II và III (C2, C3) vận chuyển cảm giác bản thể từ cơ này. Cơ thang thực hiện động tác nhún vai, cơ ức - đòn - chũm thực hiện cử động quay đầu.
Thần kinh phụ chi phối cho các phần trên và giữa cơ thang. Tuy nhiên ở 75% trường hợp, hai phần ba dưới cơ thang được chi phối bởi đám rối cổ. Ngoài ra, phần dưới cơ thang còn được các thần kinh sống ngực chi phối. Các thần kinh C3 và C4 nhận các sợi cảm giác bản thể từ cơ thang.
Rễ sọ thần kinh phụ cho các nhánh chi phối cho các cơ của hầu và khẩu cái (trừ cơ căng màn khẩu cái) và các cơ nội tại của thanh quản.

### Phân loại
Đã có nhiều tranh cãi về việc đặt danh pháp giải phẫu để mô tả sự chi phối của thần kinh phụ. Do nguồn gốc của cơ ức - đòn - chũm và cơ thang là từ cung họng – cấu trúc thời kỳ phôi thai của động vật có xương sống, một số nhà nghiên cứu cho rằng, phần tủy sống của thần kinh phụ (chi phối 2 cơ trên) phải chứa thông tin của các sợi ly tâm nội tạng chuyên biệt (SVE). Quan điểm này phù hợp với nguyên ủy hư xuất phát từ nguyên ủy gốc của sợi là từ nhân hoài nghi nằm trong hành não. Tuy nhiên cũng có nhà nghiên cứu chỉ ra rằng  phần tủy sống của thần kinh phụ lại chứa thông tin của các sợi ly tâm nội tạng chung (SGE), thậm chí chứa thông tin của cả hai loại sợi SVE và GSE.

## Ý nghĩa lâm sàng

### Khám
Nhân viên y tế khám độ bền cơ ức - đòn - chũm và cơ thang nhằm đánh giá chức năng rễ sống của thần kinh phụ. Để kiểm ra cơ thang, bệnh nhân được yêu cầu nhún vai khi không có và có lực cản. Đối với cơ ức - đòn - chũm, bệnh nhân được yêu cầu quay đầu sang trái, sang phải chống lại lực cản.
Độ bền kém hoặc khả năng di chuyển hạn chế là dấu hiệu của tổn thương thần kinh, xuất phát từ nhiều nguyên nhân. Tổn thương rễ sống của thần kinh phụ thường gây ra các triệu chứng liên quan đến đầu và cổ. Tổn thương có thể gây teo các cơ ở vai, làm giảm khả năng cử động giạng và xoay ra ngoài của vai. Yếu hai cơ nêu trên có thể là triệu chứng của hội chứng Guillain-Barré, xơ cứng teo cơ một bên hay bại liệt.

### Tổn thương
Các sợi từ vỏ não tới các nhân chi phối cơ ức - đòn - chũm bắt chéo hai lần. Do đó, một tổn thương dải tháp ở mức trên cầu não làm yếu cơ ức - đòn - chũm cùng bên và cơ thang bên đối diện. Trong chứng vẹo cổ (torticollis) do co thắt, một tình trạng loạn trương lực cơ khu trú, cơ ức - đòn - chũm và cơ thang bị co thắt, thường đi kèm với sự co thắt của các cơ khác, chẳng hạn như cơ gối đầu. Ung thư mũi hầu hay khối u tiểu thể thần kinh (glomus tumor) chèn ép đồng thời thần kinh lưỡi hầu, lang thang và phụ gây hội chứng lỗ tĩnh mạch cảnh (hội chứng Vernet). Rễ sống thần kinh phụ có thể bị tổn thương ở tam giác cổ sau do khối u hoặc phẫu thuật. Nếu thần kinh phụ bị phá hủy như là một phần của phẫu thuật nạo vét hạch cổ tiệt căn, vai và cánh tay sẽ thõng, xệ xuống do liệt cơ thang, gây chứng đau thần kinh dai dẳng do đám rối cánh tay bị kéo giãn.

## Lịch sử thuật ngữ
Năm 1664, nhà giải phẫu học người Anh Thomas Willis là người đầu tiên mô tả thần kinh phụ. Từ "phụ" trong danh pháp (tiếng Latinh: neurus accessorius) nghĩa là có sự liên kết với thần kinh lang thang.
Năm 1848, Jones Quain mô tả thần kinh này là một "đoạn phụ nối thần kinh sống với thần kinh lang thang", cho rằng trong khi một đoạn nhỏ của thần kinh phụ kết hợp với thần kinh lang thang, trong khi đoạn lớn các sợi thần kinh phụ có nguyên ủy từ tủy sống. Năm 1893, các nhà giải phẫu học đã thấy rằng sợi thần kinh với danh nghĩa là đoạn "phụ" của thần kinh lang thang có nguyên ủy từ cùng một nhân trong hành não, và đoạn "phụ" này ngày càng được coi như là một phần của thần kinh lang thang. Dựa quan điểm này, thuật ngữ "thần kinh phụ" ngày càng được sử dụng chỉ để nhắc các sợi xuất phát từ tủy sống; và thực tế là chỉ có phần thoát ra từ rễ sống mới có thể khám được trên lâm sàng.

## Một số hình ảnh

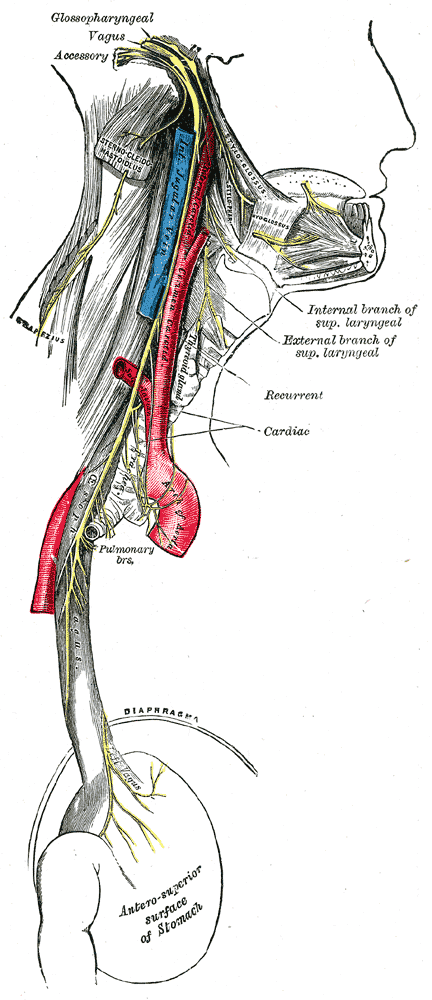
Đường đi và các nhánh của thần kinh thiệt hầu, thần kinh lang thang và thần kinh phụ. Thần kinh phụ (phía trên bên trái) cùng  hai thần kinh sọ còn lại qua lỗ tĩnh mạch cảnh, sau đó đi xuống, bắt chéo tĩnh mạch cảnh trong, cho các sợi đến cơ ức - đòn - chũm và cơ thang
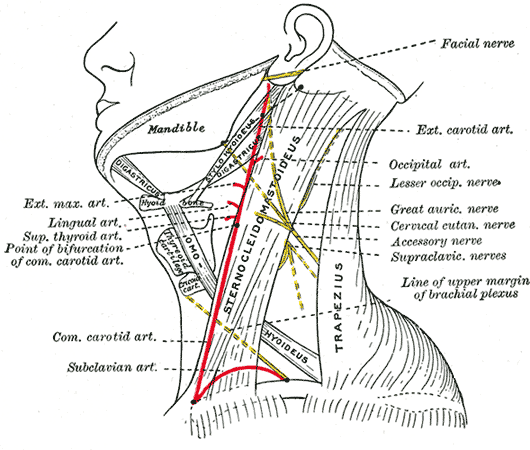
Cổ bên trái, thần kinh phụ nằm giữa  cơ ức - đòn - chũm và cơ thang
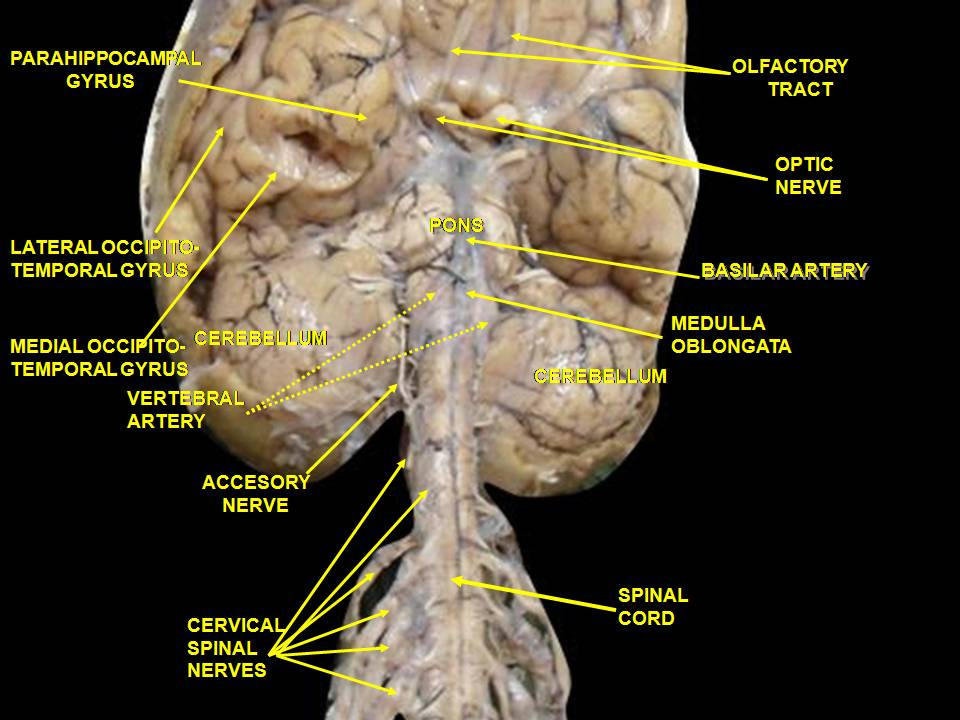
Não và tủy sống trong một thi thể hiến tặng. Thần kinh phụ chứa một số rễ con phát sinh từ tủy sống.